# Jakob Klaesi
Jakob Klaesi (Jakob Kläsi, ur. 29 maja 1883 w Luchsingen, zm. 17 sierpnia 1980 w Knonau) – szwajcarski lekarz psychiatra.
Był synem kupca Petera i Apollonii z domu Böniger. Studiował medycynę na Uniwersytecie Zuryskim, Uniwersytecie Chrystiana Albrechta w Kilonii oraz Uniwersytecie Ludwika i Maksymiliana w Monachium. W 1912 w Zurychu otrzymał tytuł doktora medycyny na podstawie rozprawy Über das Psychogalvanische Phänomen. Klaesi był asystentem, a później ordynatorem Kliniki Psychiatrii Uniwersytetu Zuryskiego, której dyrektorem w tym czasie był Eugen Bleuler. Od 1923 do 1926 kierował oddziałem psychiatrycznym w szpitalu w Bazylei. Następnie założył prywatną klinikę w Schloss Knonau w kantonie Zurych. W 1933 został dyrektorem Uniwersyteckiego Szpitala Psychiatrycznego w Bernie. Był członkiem korespondentem Królewskiego Kolegium Psychiatrów od roku 1936 i Niemieckiej Akademii Przyrodników Leopoldina od 1943.
W 1920 roku, stosując preparaty barbituranów (Somnifen), wprowadził do psychiatrii leczenie snem przedłużonym. Był głównie psychoterapeutą, interesował się psychodynamiką.

## Wybrane prace
- Ueber psychiatrisch-poliklinische Behandlungsmethoden[7]. 1917
- Die psychogenen Ursachen der essentiellen Enuresis nocturna infantum[8]. 1917
- Ueber Somnifen, eine medikamentöse Therapie schizophrener Aufregungszustände. Schweizer Archiv für Neurologie und Psychiatrie 8, s. 131, 1921
- Ueber die therapeutische Anwendung der ‘Dauernarkose’ mittels Somnifen bei Schizophrenen[9]. 1922
- Einiges über Schizophreniebehandlung[10]. 1922
- Über die Bedeutung und Entstehung der Stereotypien. S. Karger, 1922.
- Die Irrenanstalt als Weg zur Rückkehr ins Leben W: Vom seelischen Kranksein, Vorbeugen und Heilen. Paul Haupt, Bern/Leipzig, 1937
- Ohne Insulin. Schweizerische Medizinische Wochenschrift 68, s. 1164, 1938
- Der unheilbare Kranke und seine Behandlung. Bern, 1950
- Psychotherapie in der Klinik. Monatsschrift für Psychiatrie und Neurologie 124, s. 334–353, 1952
- Ueber Neurosenlehre und Psychotherapie W: Handbuch der Inneren Medizin. Berlin/Göttingen/Heidelberg: Springer, 1953
- Gott und sein Zweifler. Zürich: Werner Classen, 1969
- Psychiatrie in Selbstdarstellungen. Bern: Hans Huber, 1977